# Comuna Cerneakivka, Ciutove
Cerneakivka (în ucraineană Черняківка) este o comună în raionul Ciutove, regiunea Poltava, Ucraina, formată din satele Cerneakivka (reședința), Kociubeiivka, Nîjni Rivni și Verhni Rivni.

## Demografie
Componența lingvistică a comunei Cerneakivka
     Ucraineană (94,91%)
     Rusă (4,48%)
     Alte limbi (0,2%)
Conform recensământului din 2001, majoritatea populației comunei Cerneakivka era vorbitoare de ucraineană (94,91%), existând în minoritate și vorbitori de rusă (4,48%).